# Кричевское
Кричевское — деревня в Холмогорском районе Архангельской области.

## География
Находится в центральной части Архангельской области на расстоянии приблизительно 32 км на юг по прямой от административного центра района села Холмогоры на левобережье реки Северная Двина.

## История
В 1939 году была отмечена как деревня Копачевского сельсовета Холмогорского района. До 2015 года входила в Копачёвское сельское поселение, с 2015 по 2022 в Матигорское сельское поселение до его упразднения.

## Население
Численность населения: 6 человека (русские 83 %) в 2002 году, 2 в 2010.